# Portanus chelatus
Portanus chelatus är en insektsart som beskrevs av Delong 1976. Portanus chelatus ingår i släktet Portanus och familjen dvärgstritar. Inga underarter finns listade i Catalogue of Life.